# Begegnung von Ehepaaren
Die Begegnung von Ehepaaren (en.: Encounters of Married Couples, pl.: Spotkania Małżeńskie, ru.: Супружеские Встречи) ist eine Vereinigung von Gläubigen in der römisch-katholischen Kirche. Sie wurde 2004 vom Päpstlichen Rat für die Laien beglaubigt und in das offizielle Register eingetragen. Ihre Teilnehmerzahlen an den Veranstaltungen werden mit 8.000 – 10.000 Ehepaaren angegeben, als Mitglieder werden etwa 3.000 Personen gezählt. Sie ist überwiegend in Mittel- und Osteuropa angesiedelt.

## Geschichte
Der Initiator dieser christlichen Bewegung ist Stanislaw Boguszewski, der in Kanada die ersten Treffen mit Ehepaaren organisierte. Er brachte diese Idee nach Polen, die sodann vom Ehepaar Irena und Jerzy Grzybowski im Jahre 1977 mitorganisiert wurde. Die neue Bewegung breitete sich von Warschau über Polen in weitere Mittel- und Osteuropäische Länder aus. Die erste Satzung wurde 1996 von Bischof Edward Eugeniusz Samsel. Am 15. August 2004 erteilte der Päpstliche Rat für die Laien das Bestätigungsdekret als internationale Vereinigung von Gläubigen päpstlichen Rechts.

## Selbstverständnis
Das wichtigste Element in Bezug auf das Selbstverständnis ist der Dialog, daher heißt die Begegnung in Polen auch „dialogi“ und trägt darüber hinaus den gängigen Namen „Dialoge“. Der Dialog ist die Form der Kommunikation zwischen den Ehepaaren und mit Gott, sie wird innerhalb der Kirche und Gesellschaft als Kommunikationsart angewandt. Es wurden klare Dialogregeln aufgestellt, die sowohl zwischen den Eheleuten aber auch der Kirchenlehre als ein verbindendes Element bilden sollen. Die praktische Form des Dialoges wird überwiegend auf den „Exerzitien für Ehepaare“ praktiziert, aber auch neue Formen des Dialogs werden eingeübt. Aus diesen Begegnungen sollen sich weitere Programme entwickeln, die sich an Wiederverheiratete, Geschiedene und künftige Eheleute wenden. Gleichzeitig finden auf mehreren sozialen Ebenen und für weitere Vorbereitungen Beratungsprogramme statt, seien es Ferienkurse für Familien, Vorbereitungskurse für Adoptionen oder Programme für Priester und Ordensleute, die als Eheberater tätig sind. Zu den allgemeinen Exerzitien und Sonderexerzitien sind alle eingeladen, unabhängig von Alter und Engagement in der Kirche.
„Wie in dem Statut festgestellt wurde, „ Die Assoziation hat das Ziel den Bund zwischen Frau und Mann mit sich und mit Gott ähnlich wie die Liebe Christus' und der Kirche zu erneuern (Ef 5,21-33). Die Arbeit der Vereinigung zielt auf ein tieferes Verständnis sowie das Erlebnis der Essenz des Sakramentes der Ehe im Einklang mit dem Kan. 1055 und 1056 und schafft somit die Basis der Entwicklung der ganzen Familie als Hauskirche“ (Statut, Artikel 10)“

## Organisation und Verbreitung
Der organisatorische Aufbau ist von unten nach oben strukturiert, in der örtlichen Gemeinde bildet sich eine Begegnung aus mindestens drei Ehepaaren und einem Priester, innerhalb der Diözese bilden sich die Landeszentren und aus den Landeszentren der Landesvorstand. Die Vorstände bestehen aus sechs bis acht Personen mit je einem Vorsitzenden, einem Stellvertreter und einem Schatzmeister. In einer Zweijahresperiode treffen sich die Delegierten zum gemeinsamen Gebet und zur Beratung, die Amtszeit der Vorstandsmitglieder ist auf vier Jahre festgelegt. In folgenden Ländern existieren Begegnungen: Belarus, Belgien, Deutschland, England, Kasachstan, Lettland, Litauen, Republik Moldau, Russland, Ukraine, Vereinigte Staaten. Als eingetragene Mitglieder werden etwa 1.500 Ehepaare benannt, während die Teilnahme an Veranstaltungen der Begegnung mit 8.000 bis 10.000 Personen angegeben wird.